# Article 39 de la Constitution de la Cinquième République française
Article 38 Article 40
L'article 39 de la Constitution française décrit les conditions d'exercice de l'initiative des lois.

## Contenu
« L'initiative des lois appartient concurremment au Premier Ministre et aux membres du Parlement.

Les projets de loi sont délibérés en Conseil des Ministres après avis du Conseil d'État et déposés sur le bureau de l'une des deux assemblées. Les projets de loi de finances et de loi de financement de la sécurité sociale sont soumis en premier lieu à l'Assemblée nationale. Sans préjudice du premier alinéa de l'article 44, les projets de loi ayant pour principal objet l'organisation des collectivités territoriales sont soumis en premier lieu au Sénat.
La présentation des projets de loi déposés devant l'Assemblée nationale ou le Sénat répond aux conditions fixées par une loi organique.
Les projets de loi ne peuvent être inscrits à l'ordre du jour si la Conférence des présidents de la première assemblée saisie constate que les règles fixées par la loi organique sont méconnues. En cas de désaccord entre la Conférence des présidents et le Gouvernement, le président de l'assemblée intéressée ou le Premier ministre peut saisir le Conseil constitutionnel qui statue dans un délai de huit jours.

Dans les conditions prévues par la loi, le président d'une assemblée peut soumettre pour avis au Conseil d'État, avant son examen en commission, une proposition de loi déposée par l'un des membres de cette assemblée, sauf si ce dernier s'y oppose. »
— Article 39 de la Constitution
Les règles du quatrième alinéa résultent de la loi constitutionnelle du 23 juillet 2008 et s'appliquent aux projets de loi déposés à partir du 1er septembre 2009, date fixée par la loi organique prévue par l'alinéa. La Conférence des présidents mentionnée dans cet alinéa est, dans chacune des deux assemblées du Parlement, un organe chargé de la fixation de l'ordre du jour et comprenant notamment le Président de l'assemblée, les vice-présidents et les présidents de commissions permanentes. Pour l'Assemblée nationale, voyez l'article : Conférence des présidents de l'Assemblée nationale.
La loi no 2009-689 du 15 juin 2009 a, pour sa part, permis l'application du dernier alinéa, relatif à la consultation du Conseil d'État par le président d'une assemblée au sujet d'une proposition de loi.
L'évolution porte sur les points suivants :
- les projets de loi relatifs aux instances représentatives des Français établis hors de France ne sont plus nécessairement soumis en premier lieu au Sénat. Cette disposition est à relier à la modification de l'article 24, qui prévoit que désormais les Français établis hors de France seront représentés par des députés et plus seulement par des sénateurs ;
- les projets de loi devront être accompagnés d'une étude d'impact, selon l'article 8 de la loi organique du 15 avril 2009, conformément à la recommandation du rapport 2006 du Conseil d'État sur la sécurité juridique et la complexité du droit ; l'étude d'impact doit notamment contenir une « évaluation des conséquences économiques, financières, sociales et environnementales des dispositions du projet »[2]
- le Conseil d'État pourra être saisi sur les propositions de loi (c'est-à-dire les textes déposés par les parlementaires) et plus seulement sur les projets de loi (textes émanant du Gouvernement).

## Contenu antérieur au1erseptembre 2009
« L'initiative des lois appartient concurremment au Premier Ministre et aux membres du Parlement.

Les projets de loi sont délibérés en Conseil des Ministres après avis du Conseil d'Etat et déposés sur le bureau de l'une des deux assemblées. Les projets de loi de finances et de loi de financement de la sécurité sociale sont soumis en premier lieu à l'Assemblée nationale. Sans préjudice du premier alinéa de l'article 44, les projets de loi ayant pour principal objet l'organisation des collectivités territoriales et les projets de loi relatifs aux instances représentatives des Français établis hors de France sont soumis en premier lieu au Sénat. »
— Article 39 de la Constitution (version antérieure à la révision du 23 juillet 2008)

## Application
La procédure prévue au quatrième alinéa, qui est exceptionnelle, est mise en œuvre au Sénat fin juin 2014 pour un projet de loi de réforme des régions. La Conférence des présidents décide à sa majorité le retrait de l'ordre du jour de ce projet de loi, au motif que son étude d'impact ne comporterait pas tous les éléments prévus par la loi organique, bloquant le processus en attente d'une décision du Conseil constitutionnel. Cette objection est levée par le Conseil constitutionnel dans une décision rendue le 1er juillet 2014.